# Egnasia berioi
Egnasia berioi là một loài bướm đêm trong họ Noctuidae.